# Cantata de primavera (Rajmáninov)

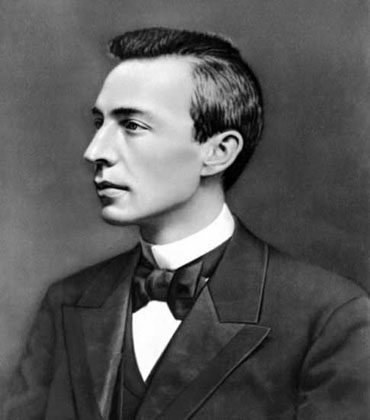
Serguéi Rajmáninov, autor de la canción

Serguéi Rajmáninov escribió la Cantata de Vesna ("primavera") para barítono, coro y orquesta, op. 20 en 1902 tras su famoso Segundo Concierto para piano. La obra está basada en el poema de Nikolái Nekrásov y describe la vuelta del Zelyoniy shum o "susurro verde". El poema de Nekrásov trata sobre un marido que, lleno de instintos asesinos hacia su infiel mujer durante el invierno, es finalmente liberado de su frustración y cólera al volver la primavera.
Rajmáninov nunca pudo revisar la orquestación de la cantata como era su intención.